# Суворов, Виктор Иванович
Виктор Иванович Суворов (1923, Орёл — 8 мая 2014, Балашиха) — советский военный деятель, летчик-штурмовик, участник Великой Отечественной войны, Главный инженер авиации ПВО СССР в 1971—1981, лауреат Государственной премии СССР, генерал-майор авиации (1973 год).

## Биография
Родился в Орле в 1923 году. В июне 1941 года направлен в лётное училище. Участник Великой Отечественной войны, летал на штурмовике Ил-2. Награждён медалью «За боевые заслуги». Войну окончил летчиком-инструктором Ульяновского летного училища.
В войсках ПВО с 1957 года. Звание Генерал-майор авиации получено в 1973 году. В период с 1971 по 1981 годы — главный инженер авиации ПВО СССР. Совместно с авиационными конструкторами участвовал в разработке, испытаниях и принятии на вооружение самолётов для войск ПВО: МиГ-19ПМ, Ту-128, Як-28П, Су-15ТМ, МиГ-25, МиГ-25ПДС, Су-27, МиГ-31.
За большой вклад в повышение боеготовности и боеспособности авиации ПВО удостоен Государственной премии СССР. Награждён орденом Дружбы народов.
С 1987 года в отставке. Умер 8 мая 2014 года в Балашихе Московской области.